# Gorski kotar
Gorski kotar – kraina geograficzna w Chorwacji, przylegająca do Zatoki Rijeckiej.

## Geografia

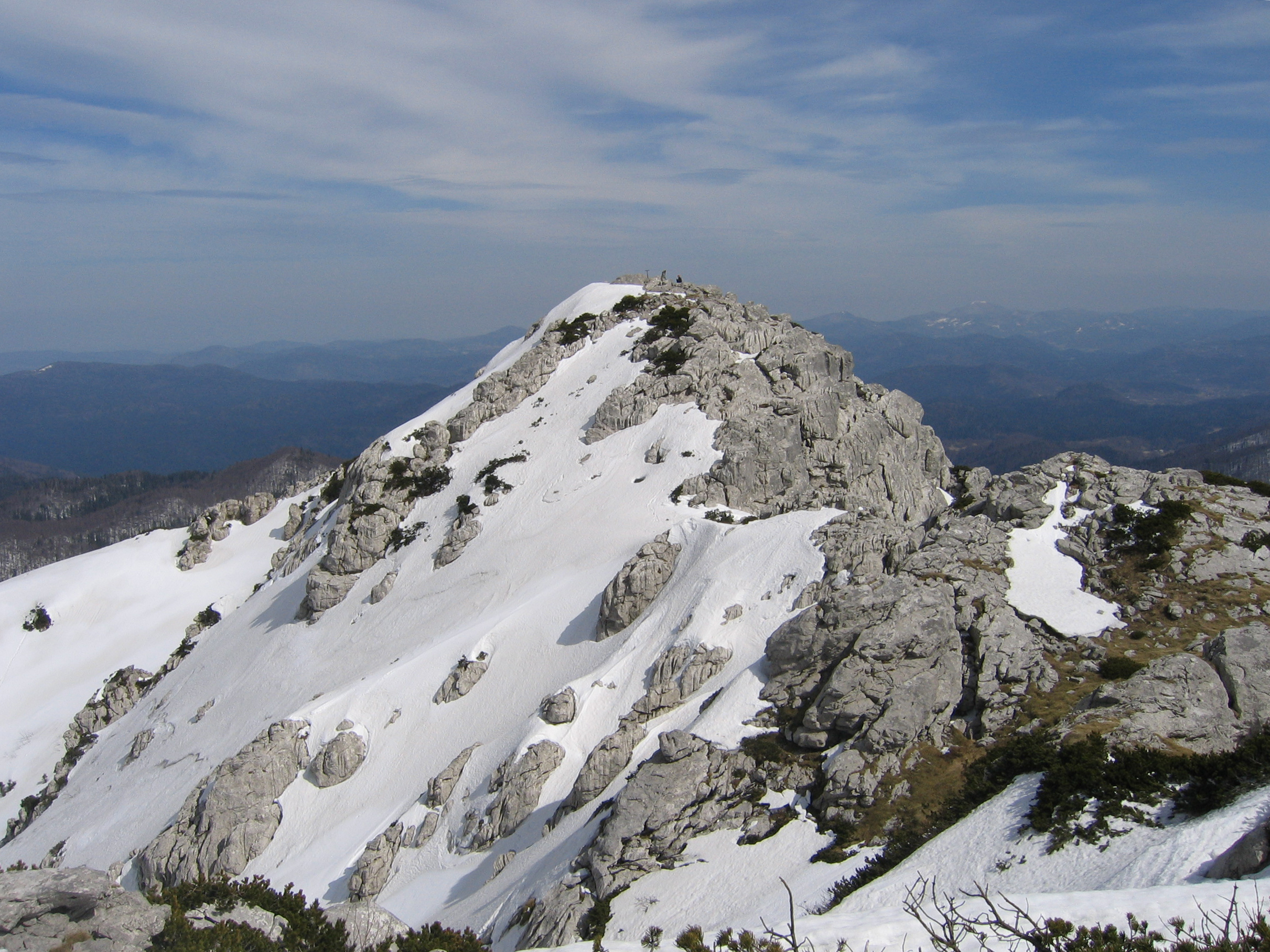
Risnjak

Według niektórych definicji zalicza się do niego także Ogulinsko-plaščanską udolinę. Jego powierzchnia wynosi 2130 km² (z Ogulinsko-plaščanską udoliną) lub 1270 km². Na północnym zachodzie graniczy ze Słowenią, będąc od niej oddzielonym rzecznymi dolinami Čabranki i Kupy. Na południowym wschodzie sąsiaduje z Liką. Oddziela Hrvatsko primorje od reszty kraju. 
Stanowi równinę krasową, nad którą górują masywy Gór Dynarskich: Risnjak (1528 m n.p.m.), Snježnik (1505 m n.p.m.), Drgomalj (1154 m n.p.m.) i Bitoraj (1386 m n.p.m.). W 60% pokryty jest przez lasy bukowo-jodłowo-sosnowe. Na jego obszarze znajdują się następujące polja: Ličko polje, Lokvarsko polje, Delničko polje i Mrkopaljsko polje. Znajduje się w nim także wiele jaskiń, m.in. Đulin ponor. Panuje w nim klimat górski. Średnia temperatura w lipcu na wysokości 400–500 m wynosi 18 °C, a w styczniu –2 °C. Roczna wysokość opadów atmosferycznych waha się w przedziale 2500–3000 mm.
Administracyjnie należy do żupanii primorsko gorskiej i karlowackiej (Ogulinsko-plaščanska udolina). Główne miejscowości Gorskiego kotaru to: Ogulin, Delnice, Ravna Gora, Vrbovsko, Plaški, Josipdol, Fužine, Skrad, Mrkopalj, Lokve, Čabar i Brod Moravice. Miejscowa gospodarka oparta jest na rolnictwie i przemyśle drzewnym. Na potrzeby hydroenergetyki utworzono zbiorniki zaporowe Bajer i Lokvarsko jezero.
Przebiega przez niego autostrada A6 z Zagrzebia do Rijeki.

## Historia
W XVII wieku obszar ten władany był przez ród Zrinskich. Funkcjonowało tu wydobycie rud żelaza i hutnictwo oraz przemysł drzewny. Przebiegał tędy szlak handlowy łączący północne wybrzeże Morza Adriatyckiego z Dunajem. W 1873 roku oddano do użytku linię kolejową z Zagrzebia przez Karlovac do Rijeki, a w 1914 roku kolej licką. Po I wojnie światowej nastąpił rozwój turystyki. W 1953 roku powstał Park Narodowy Risnjak.